# 信天集團
信天集團有限公司，簡稱信天集團（英語：Armarda Group Limited，SGX：5EK），在2001年由公司總裁陆忠甫和高向军共同創立。
現時業務在中國內地經營资讯科技(IT)服务，以及IT设备贸易。該總部位於香港上环干诺道中168–200号信德中心西座35楼3501室。該股份在
2004年5月4日於新加坡交易所凱利板上市。招股價為0.27新加坡元，發行股份為60,000,000股，集資額為16,200,000新加坡元。

## 連結
- Armarda.com